# Felicia Sandler
Felicia Ann Barbara Sandler (Californië, 1961) is een Amerikaans componiste, muziekpedagoog en musicoloog.

## Levensloop
Sandler studeerde compositie en muziektheorie aan het Conservatory of Music van de Universiteit aan de Stille Oceaan in Stockton (Californië), waar zij haar Bachelor of Music behaalde. Zij studeerde verder liturgische en kerkmuziek aan de Catholic University of America in Washington D.C. een behaalde aldaar haar Master of Liturgical Music. Zij vervolmaakte haar studies aan de Universiteit van Michigan in Ann Arbor en promoveerde in de vakken compositie en muziektheorie tot Ph.D. (Philosophiæ Doctor). Haar leraren waren onder andere Michael Daugherty, William Bolcom, Curtis Curtis-Smith, Bright Sheng en Andrew Imbrie. 
Zij schreef een dissertatie met de titel: Music of the Village in the Global Marketplace: Self-Expression, Inspiration, Appropriation or Exploitation?. En voor deze dissertatie was zij onder andere in Ghana en deed een onderzoek aan de International Center for African Music and Dance. Verder deed zij research in het Office for the High Commissioner of Human Rights in Genève en bij de World Intellectual Property Organization eveneens in Genève. Naast haar dissertatie zijn de resultaten van dit onderzoek ook bekendgemaakt in presentaties tijdens de International conference Music and Cultural Rights: Trends and Prospects aan de Universiteit van Pittsburgh in Pittsburgh, de National Conference of the Society for Ethnomusicology in Tucson en tijdens de conferentie Borrowing Other People's Music aan het Intercultural Institute van het New England Conservatory in Boston (Massachusetts). 
Zij werd docent aan de Bowling Green State University in Bowling Green (Ohio) en aan de Universiteit van Michigan in Ann Arbor. Sinds 2006 is zij professor voor muziektheorie aan het New England Conservatory in Boston (Massachusetts). 
Als componiste heeft zij veel opdrachten gekregen en haar werken werden uitgevoerd van ensembles in heel Amerika en Europa. Zij kreeg verschillende prijzen en onderscheidingen, zoals de Meet The Composer award, van de Presser Foundation en de American Composers Orchestra.

## Composities

### Werken voor orkest
- 1998 Seven, voor orkest
- 1998 Wunjo, voor trompet en strijkorkest

### Werken voor harmonieorkest
- 1998 Till we have faces, voor harmonieorkest
- 2002 Rosie the Riveter, voor harmonieorkest (geschreven als hulde aan de vrouwen in de Tweede Wereldoorlog en hun aandeel aan de overwinning)
- 2005 Hysteria in Salem Village, voor harmonieorkest

### Werken voor koren
- 1986 Spring and Fall, voor gemengd koor
- 1988 Peace to be thankful for, voor driestemmig kinderkoor en piano
- 1990 Stopping by Woods on a Snowy Evening, voor gemengd koor, piano en altviool
- 1991 I hear you smiling, voor driestemmig kinderkoor en piano
- 1991 In the Valley of Moon, voor vierstemmig vrouwenkoor (SSAA)
- 1994 Sansa Kroma, voor driestemmig kinderkoor en slagwerk
- 1995 Shout for Joy, voor zesstemmig gemengd koor
- 1996 Meda Wa Wa Ase, voor driestemmig kinderkoor
- 1996 Nsa Ni O, voor driestemmig kinderkoor
- 1997 Sail away, voor driestemmig kinderkoor en piano
- 1998 The Cat, voor driestemmig kinderkoor en piano
- 2000 Ring Out Wild Bells!, voor achtstemmig gemengd koor, piano en slagwerk - tekst: Alfred Lord Tennyson
- 2002 The Waking, voor vijfstemmig gemengd koor en piano
- 2006 Time does not bring Relief, voor zesstemmig gemengd koor, strijkers, piano, harp en slagwerk
- 2008-2009 Aseya Africa, voor gemengd koor, kinderkoor en slagwerkensemble

### Kamermuziek
- 1996 Three short pieces, voor trompet (solo)
- 2004 Frozen shadow - Quiet Light, voor alt-/sopraansaxofoon en slagwerk

### Werken voor slagwerk
- 2007 Pulling Radishes, voor slagwerkensemble (9 spelers)

## Publicatie
- Music of the Village in the Global Marketplace: Self-Expression, Inspiration, Appropriation or Exploitation?, Ann Arbor, University of Michigan, dissertation, 2001